# Musgrave (Cumbria)
Pour les articles homonymes, voir Musgrave.
Musgrave est une paroisse civile de Cumbria, située dans le nord-ouest de l'Angleterre.